# 豪岑贝格
豪岑贝格（德語：Hauzenberg，發音：[ˈhaʊtsn̩ˌbɛʁk] ⓘ）是德国巴伐利亚州下巴伐利亚行政区帕绍县的城市，面积82.79平方千米，2023年12月31日人口为11,775人。